# Stuttgart
Stuttgart er hovedstaden i delstaten Baden-Württemberg i Tyskland. Byen ligger i centrum af regionen Mittlerer Neckarraum og har cirka 600.000 indbyggere.
Byen har en betydelig industri, bl.a. findes her bilfabrikkerne: Mercedes-Benz og Porsche, et Teknisk universitet med et verdensberømt botanisk institut og et kunstakademi.

## Bygningsværker
- Stiftskirche (sengotisk kirke)
- Altes Schloss (italiensk renæssancestil, opført 1553-78)
- Neues Schloss (opført i det 18. århundrede)
- Schloss Solitude (opført 1764-1775, ligger i Stuttgart-west (Weilimdorf))
- Mercedes-Benz Museum
- Wüttembergs Gravkapel (opført i 11. århundrede) (Her ligger kongeparet Katharina og Wilhelm 1. af Württemberg)

## Personer fra Stuttgart
- Georg Wilhelm Friedrich Hegel
- Gottlieb Daimler
- Max Horkheimer
- Berthold Graf Schenk von Stauffenberg
- Hermann Lang
- Richard von Weizsäcker
- Ferdinand Alexander Porsche
- Roland Emmerich

## Galleri
- Rådhus
- Delstatsparlement
- Havn
- Stuttgart

## Venskabsbyer
Stuttgart har 10 venskabsbyer:
- Brünn – Tjekkiet
- Cardiff, Wales – Storbritannien
- Kairo – Egypten
- Łódź – Polen
- Menzel Bourguiba – Tunesien
- Mumbai (tidligere Bombay) – Indien
- Samara – Rusland
- St. Helens, England – Storbritannien
- St. Louis, Missouri – USA
- Strasbourg – Frankrig